# Augusto Fernández (motocyklový závodník)
Augusto Fernández Guerra (narozen 23. září 1997) je španělský motocyklový závodník. V roce 2022 vyhrál mistrovství světa silničních motocyklů Moto2. Není příbuzný s jezdcem z MotoGP Raúlem Fernándezem.

## Kariéra

### Mistrovství světa silničních motocyklů - Moto2

#### Speed Up Racing (2017)
V roce 2017 debutoval ve Velké ceně Itálie, kde nahradil Axela Bassaniho v týmu Speed Up. V týmu zůstal až do konce sezony a získal celkem šest bodů.

#### Pons Racing (2018–2019)
Sezonu 2018 zahájil v evropském šampionátu Moto2, ale do závodů Grand Prix byl povolán poté, co byl Héctor Barberá propuštěn z týmu Pons Racing kvůli řízení pod vlivem alkoholu. V prvních čtyřech závodech bodoval a v průběhu sezony se zlepšoval a kampaň zakončil 6. místem v Motegi, 4. místem v Austrálii a 8. místem ve Valencii. Fernández zakončil sezónu na 18. místě v pořadí se 45 body, což bylo o 35 bodů více než Barberá.
Mistrovství světa Moto2 2019 zahájil pátým místem v Kataru, než kvůli dvojité zlomenině zápěstí, kterou utrpěl při těžké havárii v sobotním tréninku v Argentině, vynechal následující dva závody. Po zranění se vrátil na první pódium v Moto2 v Jerezu a hned následující víkend ho zopakoval třetím místem v Le Mans. Po pátém místě v Mugellu následovalo jeho první Pole Position v této kategorii v Barceloně, a přestože závod dokončil až na čtvrtém místě, o dva týdny později v Assenu Fernández vybojoval své první vítězství v kategorii Moto2 poté, co Álex Márquez a Lorenzo Baldassarri společně vypadli z čela závodu. Vyhrál ještě dva závody ve Velké Británii a Misanu a sezónu by zakončil na pátém místě v pořadí šampionátu se ziskem 207 bodů.

#### Marc VDS Racing Team (2020–2021)
V sezóně 2020 Fernández nahradil v týmu Marc VDS Racing odcházejícího Álexe Márqueze a stal se týmovým kolegou Sama Lowese. V tomto roce se mu nedařilo a v sezóně se mu nepodařilo stanout na stupních vítězů, jeho nejlepším umístěním bylo 4. místo ve Francii. Sezonu zakončil na 13. místě v celkovém pořadí se ziskem 71 bodů.
V roce 2021 Fernández nezačal dobře, čtyři odstoupení v prvních osmi závodech sezony. Ovšem v Assenu, Spielbergu, Rakousku a Aragonii dojel třetí, v Rimini druhý a v závěru sezony ve Valencii opět třetí, což pro Fernándeze znamenalo šest umístění na stupních vítězů v posledních deseti závodech. V průběžném pořadí skončil na 5. místě se 174 body.

#### Red Bull KTM Ajo (2022)
Na sezónu 2022 podepsal smlouvu s Red Bull KTM Ajo. V roce 2022 Fernandez vyhrál čtyři závody a stal se mistrem světa Moto2, když porazil Aie Oguru.

### Mistrovství světa silničních motocyklů - MotoGP

#### Red Bull GasGas Tech3 (2023–)
V sezóně 2023 Fernández přešel do třídy MotoGP, kde jezdil za tým Red Bull GasGas Tech3 po boku Pola Espargara. Ve Velké ceně Francie Fernández zaznamenal své nejlepší umístění v sezóně, když po 12. místě v kvalifikaci obsadil 4. místo, což bylo jeho nejvyšší umístění na startovním roštu v premiérové třídě.

## Statistiky

### Evropské mistrovství FIM CEV Moto2

#### Závody dle sezóny
| Sezóna | Motocykl | 1      | 2      | 3      | 4      | 5      | 6      | 7       | 8      | 9      | 10    | 11    | Poz. | Body |
| ------ | -------- | ------ | ------ | ------ | ------ | ------ | ------ | ------- | ------ | ------ | ----- | ----- | ---- | ---- |
| 2016   | Tech 3   | VAL1   | VAL2   | ARA1 4 | ARA2 4 | CAT1 4 | CAT2 7 | ALB Ret | ALG1 4 | ALG2 4 | JER 4 | VAL 5 | 5.   | 98   |
| 2017   | Suter    | ALB 3  | CAT1   | CAT2   | VAL1   | VAL2   | EST1   | EST2    | JER    | ARA1   | ARA2  | VAL   | 20.  | 16   |
| 2018   | Kalex    | EST1 2 | EST2 2 | VAL 3  | CAT1 2 | CAT2 1 | ARA1   | ARA2    | JER    | ALB1   | ALB2  | VAL   | 4.   | 101  |

### Mistrovství světa silničních motocyklů

#### Dle sezóny
| Sezóna | Třída  | Motocykl | Tým                         | Závodů | Vítězství | Pódií | PP | Nej. kolo | Body  | Celk. umístění | Mistr světa |
| ------ | ------ | -------- | --------------------------- | ------ | --------- | ----- | -- | --------- | ----- | -------------- | ----------- |
| 2017   | Moto2  | Speed Up | Speed Up Racing             | 13     | 0         | 0     | 0  | 0         | 6     | 31st           | –           |
| 2018   | Moto2  | Kalex    | Pons HP40                   | 12     | 0         | 0     | 0  | 1         | 45    | 18th           | –           |
| 2019   | Moto2  | Kalex    | Flexbox HP40                | 17     | 3         | 5     | 1  | 3         | 207   | 5:             | –           |
| 2020   | Moto2  | Kalex    | EG 0,0 Marc VDS             | 14     | 0         | 0     | 0  | 1         | 71    | 13.            | –           |
| 2021   | Moto2  | Kalex    | Elf Marc VDS Racing Team    | 18     | 0         | 6     | 0  | 1         | 174   | 5.             | –           |
| 2022   | Moto2  | Kalex    | Red Bull KTM Ajo            | 20     | 4         | 9     | 2  | 5         | 271.5 | 1.             | 1           |
| 2023   | MotoGP | KTM      | GasGas Factory Racing Tech3 | 20     | 0         | 0     | 0  | 0         | 71    | 17.            | –           |
| 2024   | MotoGP | KTM      | Red Bull GasGas Tech3       | 2      | 0         | 0     | 0  | 0         | 5     | 16.            | –           |
| Celkem | Celkem | Celkem   | Celkem                      | 116    | 7         | 20    | 3  | 11        | 850.5 |                | 1           |

#### Závody dle sezóny
| Sezóna | Třída  | Motocykl | 1       | 2       | 3       | 4       | 5       | 6       | 7      | 8       | 9       | 10     | 11      | 12     | 13      | 14     | 15      | 16      | 17     | 18      | 19      | 20      | 21  | Poz. | Body  |
| ------ | ------ | -------- | ------- | ------- | ------- | ------- | ------- | ------- | ------ | ------- | ------- | ------ | ------- | ------ | ------- | ------ | ------- | ------- | ------ | ------- | ------- | ------- | --- | ---- | ----- |
| 2017   | Moto2  | Speed Up | QAT     | ARG     | AME     | SPA     | FRA     | ITA 25  | CAT 21 | NED 19  | GER DSQ | CZE 27 | AUT 16  | GBR 26 | RSM Ret | ARA 22 | JPN 16  | AUS 17  | MAL 12 | VAL 14  |         |         |     | 31.  | 6     |
| 2018   | Moto2  | Kalex    | QAT     | ARG     | AME     | SPA     | FRA     | ITA     | CAT 14 | NED 12  | GER 15  | CZE 12 | AUT Ret | GBR C  | RSM Ret | ARA 13 | THA Ret | JPN 6   | AUS 4  | MAL Ret | VAL 8   |         |     | 18.  | 45    |
| 2019   | Moto2  | Kalex    | QAT 5   | ARG DNS | AME     | SPA 3   | FRA 3   | ITA 5   | CAT 4  | NED 1   | GER 6   | CZE 8  | AUT 5   | GBR 1  | RSM 1   | ARA 22 | THA 4   | JPN 8   | AUS 19 | MAL 11  | VAL 6   |         |     | 5.   | 207   |
| 2020   | Moto2  | Kalex    | QAT Ret | SPA 13  | ANC 13  | CZE 5   | AUT 8   | STY Ret | RSM 5  | EMI 18  | CAT Ret | FRA 4  | ARA 11  | TER 8  | EUR DNS | VAL 15 | POR 8   |         |        |         |         |         |     | 13.  | 71    |
| 2021   | Moto2  | Kalex    | QAT 14  | DOH 6   | POR 5   | SPA Ret | FRA Ret | ITA Ret | CAT 5  | GER Ret | NED 3   | STY 3  | AUT 3   | GBR 6  | ARA 3   | RSM 6  | AME 4   | EMI 2   | ALR 9  | VAL 3   |         |         |     | 5.   | 174   |
| 2022   | Moto2  | Kalex    | QAT 4   | INA 5   | ARG Ret | AME 9   | POR Ret | SPA 4   | FRA 1  | ITA 5   | CAT 3   | GER 1  | NED 1   | GBR 1  | AUT 5   | RSM 3  | ARA 3   | JPN 2   | THA 7  | AUS Ret | MAL 4   | VAL 2   |     | 1.   | 271.5 |
| 2023   | MotoGP | KTM      | POR 13  | ARG 11  | AME 10  | SPA 13  | FRA 4   | ITA 15  | GER 11 | NED 10  | GBR 118 | AUT 14 | CAT 9   | RSM 16 | IND Ret | JPN 7  | INA Ret | AUS Ret | THA 17 | MAL 14  | QAT 159 | VAL Ret |     | 17.  | 71    |
| 2024   | MotoGP | KTM      | QAT 17  | POR 11  | AME 14  | SPA 7   | FRA     | CAT     | ITA    | KAZ     | NED     | GER    | GBR     | AUT    | CAT     | RSM    | IND     | INA     | JPN    | AUS     | THA     | MAL     | VAL | 16.* | 9*    |

*Aktuální sezóna